# Palmas (Salinas)
Palmas es un barrio ubicado en el municipio de Salinas en el estado libre asociado de Puerto Rico. En el Censo de 2010 tenía una población de 313 habitantes y una densidad poblacional de 88,41 personas por km².

## Geografía
Palmas se encuentra ubicado en las coordenadas 18°3′48″N 66°13′17″O / 18.06333, -66.22139. Según la Oficina del Censo de los Estados Unidos, Palmas tiene una superficie total de 3.54 km², que corresponden a tierra firme.

## Demografía
Según el censo de 2010, había 313 personas residiendo en Palmas. La densidad de población era de 88,41 hab./km². De los 313 habitantes, Palmas estaba compuesto por el 72.84% blancos, el 22.04% eran afroamericanos, el 1.92% eran de otras razas y el 3.19% pertenecían a dos o más razas. Del total de la población el 100% eran hispanos o latinos de cualquier raza.